# Hálsinn
Hálsinn är en kulle i republiken Island. Den ligger i regionen Västlandet, 50 km nordost om huvudstaden Reykjavík. Toppen på Hálsinn är 394 meter över havet.
Trakten runt Hálsinn är nära nog obefolkad, med mindre än två invånare per kvadratkilometer. Närmaste större samhälle är Hvanneyri, omkring 20 kilometer nordväst om Hálsinn. Trakten runt Hálsinn består i huvudsak av gräsmarker.